# Ctenophthalmus acanthurus
Ctenophthalmus acanthurus är en loppart som beskrevs av Jordan et Rothschild 1913. Ctenophthalmus acanthurus ingår i släktet Ctenophthalmus och familjen mullvadsloppor. Inga underarter finns listade i Catalogue of Life.